# マイク・ジョーンズ (プロレスラー)
マイク・ジョーンズ（Michael "Mike" Jones、1962年6月13日 - 2024年2月28日）は、アメリカ合衆国のプロレスラー。テネシー州ナッシュビル出身のアフリカ系アメリカ人。
WWEにおけるバージル（Virgil）のリングネームで特に知られる。生年月日は1951年4月7日ともされる。

## 来歴

### 初期
バージニア大学を卒業後、プロレスラーとしてデビュー。1986年9月17日にはラシャス・ブラウン（Lucius Brown）の名義でWWFのTVテーピングに出場し、ポール・オーンドーフのジョバーを務めている。
デビュー後はジェリー・ジャレットとジェリー・ローラーが主宰していたテネシー州メンフィスのCWAにおいて、ソウル・トレイン・ジョーンズ（Soul Train Jones）をリングネームにベビーフェイスのポジションで活動。1987年1月5日、ビッグ・ババを破りCWAインターナショナル・ヘビー級王座を獲得。戴冠中はアメリカ修行時代のターザン後藤やトージョー・ヤマモトらを相手に防衛戦を行い、3月2日にはニック・ボックウィンクルのAWA世界ヘビー級王座にも挑戦した。4月6日には黒人レスラーの大先輩ロッキー・ジョンソンと組み、ババ&ゴライアスの巨漢コンビからAWA南部タッグ王座を奪取している。

### WWF
1987年夏、バージル（Virgil）と改名してヒールに転向し、"ミリオンダラー・マン" テッド・デビアスのボディーガードとしてWWFに本格参戦。なお、"Virgil" のリングネームはボビー・ヒーナンのアイデアにより、当時のWWFのライバル団体NWAジム・クロケット・プロモーションズの幹部だったダスティ・ローデスの本名から取られている。以降、主人デビアスのセコンドを務めつつ試合にも時折出場し、ハルク・ホーガンやランディ・サベージとの抗争に介入した。
しかし、デビアスの横暴ぶりに耐えかね、1991年1月19日のロイヤルランブルにてデビアスを殴打してベビーフェイスに転向。以降はフルタイムのレスラーとして活動し、1991年全般に渡ってデビアスとの抗争を展開、3月24日のレッスルマニアVIIではロディ・パイパーの援護でデビアスを破り、8月26日のサマースラムではデビアスからミリオンダラー王座（Million Dollar Championship）を奪取した。11月27日のサバイバー・シリーズにはパイパー、ブレット・ハート、ブリティッシュ・ブルドッグとのチームで出場し、リック・フレアー、デビアス、ザ・マウンティー、ザ・ウォーロードのチームと対戦している。
翌1992年4月5日のレッスルマニアVIIIでの8人タッグマッチでもナスティ・ボーイズのブライアン・ノッブスからフォールを奪い、自チーム（バージル、ビッグ・ボスマン、ハクソー・ジム・ドゥガン、サージェント・スローター）を勝利に導くなど、WWFのプッシュは続いたがブレイクには至らず、以後はネイルズやヨコズナなどヒールのニュー・カマーのPPVデビュー戦におけるジョバーを任されるようになる。1993年も新番組『マンデー・ナイト・ロウ』のジョバー要員となり、1994年8月にWWFを退団した。

### WCW
1996年、WWFを離脱しnWoのスポンサーを演じていたテッド・デビアスの招きでWCWに登場。かつてWWFがNWAを揶揄して彼をバージルと名付けたように、WWFへの面当てとしてビンス・マクマホンのファーストネームであるビンセント（Vincent）にリングネームが変更され、"Head of Security" の名目でnWoメンバーのセコンド役を務めた。1999年3月14日にはnWoのBチーム「nWoブラック&ホワイト」のリーダーの座をかけて、PPV "Uncensored 1999" にてスティービー・レイと対戦したが敗れている。
nWo消滅後は、WWFからヘッドハンティングされたビンス・ルッソが仕切る "Powers That Be" のアングルにおいて、シェイン（Shane）と改名してルッソの部下を演じる。このアングルは、当時WWFでビンス・マクマホンが率いていたコーポレーションのパロディであり、シェインの名はビンスの息子シェイン・マクマホンを嘲ってネーミングされた。
1999年の末には黒人カウボーイのカーリー・ビル（Curly Bill）に変身し、カート・ヘニングやバリー・ウインダムらが結成していたウエスト・テキサス・レッドネックスに加入。その後はミスター・ジョーンズ（Mr. Jones）の名義でアーネスト "ザ・キャット" ミラーのマネージャーを短期間担当した。

### 引退後
2000年にWCWを離れて引退してからは、大学時代に取得した数学の学位を活かし、ペンシルベニア州ピッツバーグにてカトリック・ハイスクールの数学教師に転じた。教鞭を執る一方でインディー団体にも時折参戦し、2005年1月29日にフロリダ州タンパで開催されたリユニオン・イベント "WrestleReunion" では、グレッグ・バレンタイン、ジェイク・ロバーツ、バグジー・マグロー、チャボ・ゲレロ・シニア、ノーマン・スマイリーらと共にバトルロイヤルに出場。2006年3月5日の "World Wrestling Legends" ではリック・スタイナーと対戦した。
2010年5月17日、テッド・デビアス・ジュニアのボディーガードとしてWWEのRAWに登場。6月14日の放送ではデビアス・ジュニアとタッグを組み、ゲスト・ホストの俳優マーク・フォイアスタイン（Mark Feuerstein）とビッグ・ショーのチームと対戦するなど、短期間ながら16年ぶりのWWE復帰を果たした。
WWF時代のテッド・デビアスとのコンビは主人と召使の主従関係だったが、プライベートでの両者は兄弟のように親しい友人同士であり、ジョーンズはデビアスのことをレスラーとしても人間としても尊敬していたという。
2019年11月には旧リングネームのソウル・トレイン・ジョーンズとしてオール・エリート・レスリングに出演した。その後、2度の脳卒中を患い、2022年4月に認知症と診断された。その1ヶ月後には、ステージ2の結腸癌とも診断された。
2024年2月28日、脳卒中と認知症による合併症のため死去。

## 得意技
- ミリオンダラー・ドリーム（Million Dollar Dream）
- ドロップキック
- キャメルクラッチ
- ロシアン・レッグ・スウィープ
- クロス・ボディ

## 獲得タイトル
コンチネンタル・レスリング・アソシエーション
- CWAインターナショナル・ヘビー級王座：1回 [6]
- AWA南部タッグ王座：1回（w / ロッキー・ジョンソン）[9]

ワールド・レスリング・フェデレーション
- ミリオン・ダラー王座：1回 [10]